# Dynamique du Langage
Le laboratoire de Dynamique du Langage (en abrégé DDL) est une unité mixte de recherche (UMR 5596) sous tutelle du Centre national de la recherche scientifique et de l’Université Lumière Lyon 2. Il est membre du labex ASLAN avec le laboratoire ICAR. Il est situé dans l'Institut des Sciences de l'Homme, au Centre Berthelot, à Lyon. Il regroupe environ 70 chercheurs et personnels techniques. 

## Présentation
Le laboratoire Dynamique du Langage regroupe des chercheurs qui étudient aussi bien la diversité des langues du monde que l’universalité de la capacité langagière humaine. Ces recherches englobent des problématiques variées dont la documentation et la description de langues en voie de disparition, l’étude typologique des langues, le développement du langage chez l’être humain ou encore les troubles du langage. Les langues étudiées sont aussi bien régionales (francoprovençal) qu'étrangères (notamment les langues bantoues), à partir d’études sur le terrain et en collaboration avec de nombreuses universités internationales. 
Le laboratoire collabore également avec le LACITO pour développer des outils informatiques afin de préserver les données recueillies dans les langues peu documentées, et de les rendre accessibles aux chercheurs et aux communautés. Il est associé avec les universités de Londres et de Leiden au sein du Consortium 3L qui organise des universités d'été thématiques.
Sont notamment chercheurs au laboratoire Dynamique du Langage : Denis Creissels, Colette Grinevald, Jean-Marie Hombert, Gilbert Puech, Brigitte Pakendorf.